# سوات ليمواناسثين
سوات ليمواناسثين (بالتايلندية: ทศวรรษ ลิ้มวรรณเสถียร)‏ (17 مايو 1993 في تايلاند - ) هو لاعب كرة قدم تايلندي في مركز الوسط. شارك مع منتخب تايلاند تحت 23 سنة لكرة القدم ومنتخب تايلاند لكرة القدم. أما مع النوادي، فقد لعب مع Army United F.C. ‏.

## وصلات خارجية
- سوات ليمواناسثين على موقع ناشيونال فوتبول تيمز (الإنجليزية)
- سوات ليمواناسثين على موقع Soccerway.com (الإنجليزية)
- سوات ليمواناسثين على موقع عالم كرة القدم.نت (الإنجليزية)